# جورج هابارد كلاب
جورج هابارد كلاب (بالإنجليزية: George Hubbard Clapp)‏ هو عالم رخويات ‏ أمريكي، ولد في 14 ديسمبر 1858 في Allegheny, Pennsylvania ‏ في الولايات المتحدة، وتوفي في 31 مارس 1949 في سيويكلي في الولايات المتحدة.